# Zeuxidia euthycrite
Zeuxidia euthycrite är en fjärilsart som beskrevs av Hans Fruhstorfer 1904. Zeuxidia euthycrite ingår i släktet Zeuxidia och familjen praktfjärilar. Inga underarter finns listade i Catalogue of Life.